# Береговой, Георгий Тимофеевич
Гео́ргий Тимофе́евич Берегово́й (15 апреля 1921, село Фёдоровка, Полтавская губерния, Украинская ССР — 30 июня 1995, Москва, Россия) — лётчик-космонавт СССР № 12, заслуженный лётчик-испытатель СССР, генерал-лейтенант авиации, кандидат психологических наук. Дважды Герой Советского Союза (единственный, кто удостоен первой звезды Героя за Великую Отечественную войну, а второй — за полёт в космос). Лауреат Государственной премии СССР (1981).
Береговой родился раньше всех из побывавших на орбите людей (он родился на 3 месяца раньше Джона Гленна, но позже Джо Уокера, совершившего суборбитальные космические полёты на X-15 в 1963 году и погибшего в 1966 году, до полёта Берегового). Совершив космический полёт в 47-летнем возрасте, в течение нескольких лет являлся старейшим человеком, побывавшим на орбите (в 1974 году его превзошёл Лев Дёмин).
26—29 октября 1968 года, спустя полтора года после трагической гибели В. М. Комарова (24 апреля 1967 года на «Союзе-1»), совершил космический полёт на корабле «Союз-3».

## Биография
Родился 15 апреля 1921 года в селе Фёдоровка Украинской ССР (ныне Карловского района Полтавской области Украины). Вскоре после его рождения семья переехала в город Енакиево в Донбассе.
Во время обучения в средней школе в Енакиево (1928—1936) был инструктором, затем руководителем секции авиамоделирования на городской Детской технической станции. После окончания восьмого класса начал трудовую деятельность учеником электрослесаря на Енакиевском металлургическом заводе. Занимался в Енакиевском аэроклубе. В 1938 году окончил Енакиевский аэроклуб и был призван в Красную армию. В 1941 году окончил Ворошиловградскую школу военных лётчиков имени Пролетариата Донбасса.

### Великая Отечественная война
Участник Великой Отечественной войны с августа 1942 г. (командир авиазвена 3-й воздушной армии, Калининский фронт).

«<…> день, когда я с группой других лётчиков получил назначение на Калининский фронт, наступил для меня как-то неожиданно. А вскоре случилось то, чему поначалу я просто отказывался верить <…>. Явившись в пункт назначения, на один из фронтовых аэродромов в районе Осташкова, я услышал сразу и вместе те имена, которые впервые соединились ещё в моих мальчишеских грёзах <…>. Командующим 3-й воздушной армией был М. М. Громов, одним из её корпусов командовал Н. П. Каманин, а дивизией, в которую входил мой полк, — Г. Ф. Байдуков. Три прославленных лётчика страны, три Героя Советского Союза, получивших это почётное звание ещё в мирные годы, <…> жизнь которых [я] брал для себя за образец».
— Береговой Г. Т. Три высоты
Служил сперва в подразделении авиаразведки, потом перешел на штурмовик Ил-2.
Приказом ВС Калининского фронта №: 300 от: 26.08.1942 года командир звена 451-го шап 264-й шад старший сержант Береговой награждён орденом Красного Знамени за 15 боевых вылетов на штурмовку и уничтожение большого количества войск и танков противника.
С марта 1943 года — заместитель, а с сентября — командир эскадрильи (комэск) 671-го штурмового авиационного полка (с мая 1943 года — 90-й гвардейский) в составе 4-й гвардейской штурмовой авиационной дивизии (5-й штурмовой авиационный корпус, 5-я воздушная армия) сначала в составе Воронежского, затем 1-го Украинского, а позднее 2-го Украинского фронтов.
Приказом ВС 2-й воздушной армии № 104/н от 28.09.1943 заместитель комэска 90-го гвардейского шап гвардии лейтенант Береговой награждён орденом Красного Знамени за 18 успешных боевых вылетов на штурмовку войск противника. Приказом ВС 2-й воздушной армии № 124/н от 20.10.1943 года комэск 90-го гвардейского шап гвардии лейтенант Береговой награждён орденом Александра Невского за выполнение 21 боевого вылета с нанесением боевых потерь противнику и подготовку своих лётчиков, которые выполнили позднее 130 боевых вылетов. Приказом ВС 1-го Украинского фронта № 60/н от 11.04.1944 года комэск 90-го гвардейского шап гвардии старший лейтенант Береговой награждён орденом Богдана Хмельницкого 3-й степени (был представлен к ордену Кутузова 3-й степени) за разумную инициативу, смелость, командование эскадрильей и выполнение 28 успешных боевых вылетов.
Генерал Н. П. Каманин:
В период проведения Львовской операции и в ходе боев за Сандомирский плацдарм многие летчики-штурмовики корпуса проявили мужество и героизм и удостоились высоких правительственных наград. В числе награжденных был и гвардии капитан Георгий Тимофеевич Береговой. Более 100 боевых вылетов совершил на своем ИЛ-2 капитан Береговой. Он бомбил и штурмовал вражеские танки, автомашины, артиллерийские батареи, переправы через реки, железнодорожные эшелоны, был участником нашего «звездного» налета на львовский аэродром. Капитан Береговой водил свои группы на цель расчетливо, направление выхода выбирал, как правило, такое, где у врага меньше всего находилось зениток. Над целью его группа появлялась на бреющем полете, затем следовала небольшая горка и удар с пологого пикирования. Было и так. 28 июля 1943 года во время боев на Курской дуге группа «ильюшиных» во главе с капитаном Береговым штурмовала передний край противника. Неожиданно появились две группы вражеских истребителей. Одна завязала бой с нашими истребителями прикрытия, а другая напала на ИЛы. Фашисты атаковали штурмовиков с задней полусферы, снизу. Береговой быстро перестроил свою группу из правого пеленга в оборонительный круг, и воздушные стрелки встретили гитлеровцев пулеметным огнем. Береговой постепенно оттянул свою группу к переднему краю наших войск. Два «мессера» набросились на его машину. Пулеметная очередь прошила плоскость, самолет задымил. В этот момент один из «мессеров» проскочил вперед самолета Берегового и на какое-то мгновение подставил себя под удар. Наш летчик не упустил этого, быстро довернул самолет, сделал горку и ударил из пушки. Вражеский истребитель задымил и вышел из боя. После этого две пары «мессершмиттов» атаковали ведущего штурмовиков. Загорелся мотор. Береговой приказал своему заместителю вести группу на аэродром, а сам на высоте 300 метров выбросился с парашютом из объятой пламенем кабины. Это только один из многочисленных боевых эпизодов Георгия Берегового. С мая 1942 года и до последнего дня войны летал он на боевые задания. Три раза горел, три раза был сбит, но всегда возвращался в полк. Береговой совершил 186 боевых вылетов. В декабре 1944 года мы поздравили его с высоким званием Героя Советского Союза.
За годы войны совершил 186 боевых вылетов на штурмовике Ил-2. Был трижды сбит.
За героизм, мужество и отвагу, проявленные в воздушных боях Великой Отечественной войны, и за 106 боевых вылетов, указом Президиума ВС СССР от 26 октября 1944 года удостоен звания Герой Советского Союза.
Приказом ВС 5-й воздушной армии 2-го Украинского фронта № 3/н от 14.01.1945 года комэск 90-го гвардейского шап гвардии капитан Береговой награждён орденом Отечественной войны 1-й степени за успешное выполнение 30 боевых вылетов и умелое руководство лётным составом по радио.

### Испытания самолётов
После войны Георгий Береговой окончил Липецкую высшую офицерскую лётно-тактическую школу, после чего продолжил службу в Одесском военном округе на должностях штурмана, начальника воздушно-стрелковой службы штурмового авиаполка, штурманом истребительного авиаполка.
В 1948 году окончил высшие офицерские курсы и курсы лётчиков-испытателей. В 1948—1964 годах служил лётчиком-испытателем в ГНИКИ ВВС.
Им было испытано более 60 типов самолётов, в том числе: МиГ-15 (1949), МиГ-19П (1955), СМ-12 (1957), СМ-30 (МиГ-19) (1956), Як-25 (1949), Як-27К (1956), Су-9 (1958), Ту-128 (1962). Первым на практике осваивал гермошлем ГШ-4.
В 1949 году, испытывая истребитель МиГ-15 со стреловидным крылом, впервые освоил пилотирование реактивного самолёта в условиях штопора и впоследствии обучал лётчиков входу в штопор и выводу самолёта из штопора на самолётах КБ Сухого.
В 1956 году окончил Военно-воздушную академию (с 1968 имени Ю. А. Гагарина).
В 1961 году был удостоен звания «Заслуженный лётчик-испытатель СССР».

### Космос
В 1963 году зачислен в отряд советских космонавтов (группа ВВС № 2 — дополнительный набор).
Генерал Каманин Н. П.:
Спустя 20 лет после войны я встретился с полковником Береговым, заслуженным летчиком-испытателем. Откровенно говоря, перед встречей с Георгием Тимофеевичем я предполагал, что боевой однополчанин, освоивший после войны профессию летчика-испытателя сверхзвуковых самолетов, человек, которому перевалило за сорок, должен быть довольным своей жизнью и своим местом в ней. Думалось, что он хочет повспоминать фронтовые были, друзей, а он сразу удивил меня просьбой взять его в группу летчиков-космонавтов. Это, признаться, меня удивило.
— Хорошо ли подумал, Георгий? Ведь тебе, если память не изменяет, за сорок?
— Сорок четыре, Николай Петрович. Но у меня здоровье летчика-испытателя, на которое не жалуюсь ни я, ни медики. Пройду любую комиссию. Поверьте мне, не подведу.
Глаза его блеснули прежним, как когда-то на фронте, огневым задором. Он настойчиво и убежденно доказывал, что именно летчик-испытатель ближе всего стоит к космическим полетам и что по мере усложнения заданий на полеты в космос уровень специальной подготовки летчиков-космонавтов должен возрастать. Пришлось пообещать Береговому, что его кандидатура будет рассмотрена на заседании комиссии по отбору кандидатов в группу космонавтов.

Так начался новый «вираж», по меткому выражению летчиков, в жизни Г. Т. Берегового. А 26 октября 1968 года в кабине космического корабля «Союз-3» он стартовал в космический полет, успешно выполнил сложные задания по сближению с беспилотным кораблем «Союз-2» с использованием системы ручного управления, провел маневрирование в космосе и другие эксперименты и 30 октября благополучно приземлился в заданном районе. Весь советский народ, все прогрессивные люди планеты Земля сердечно приветствовали эту победу в космосе, отдавая должное мужеству и опыту 47-летнего летчика-космонавта СССР, дважды Героя Советского Союза, генерала Г. Т. Берегового. Теперь он щедро делится своим опытом и знаниями с молодыми космонавтами, готовит их к грядущим рейсам в космос и сам думает о повторных полетах.
Прошёл полный курс подготовки к полётам на кораблях типа Союз.
26—30 октября 1968 года совершил космический полёт на космическом корабле Союз-3. В полёте была предпринята попытка (неудачная) стыковки с беспилотным кораблём Союз-2 в тени Земли. Полёт продолжался 3 суток 22 часа 50 минут 45 секунд. За совершение этого космического полёта 1 ноября 1968 года награждён второй медалью «Золотая Звезда» Героя Советского Союза.
| # | Стартовый корабль | Старт, UTC        | Экспедиция | Корабль посадки | Посадка, UTC      | Налёт                     | Выходы в открытый космос | Время в открытом космосе |
| - | ----------------- | ----------------- | ---------- | --------------- | ----------------- | ------------------------- | ------------------------ | ------------------------ |
| 1 | Союз-3            | 26.10.1968, 08:34 | Союз-3     | Союз-3          | 30.10.1968, 07:25 | 03 суток 22 часа 50 минут | 0                        | 0                        |
|   |                   |                   |            |                 |                   | 03 суток 22 часа 50 минут | 0                        | 0                        |

22 января 1969 года, во время торжественной встречи космонавтов в Кремле офицер Виктор Ильин обстрелял автомашину, в которой ехал Береговой, приняв её за автомобиль Брежнева (ошибке способствовало и определённое внешнее сходство Берегового с Брежневым). Сидевший рядом с Береговым шофёр был смертельно ранен; сам Береговой был легко ранен осколками лобового стекла.
В 1972—1987 годах — начальник Центра подготовки космонавтов. Имел научные труды в области космонавтики и инженерной психологии. Защитил кандидатскую диссертацию в Институте физической культуры имени Лесгафта и получил степень кандидата психологических наук.
В 1987 году ушёл в отставку в воинском звании генерал-лейтенанта авиации.
Депутат Верховного Совета СССР 8—10-го созывов (в 1970—1984 годах). Вёл большую общественную работу.

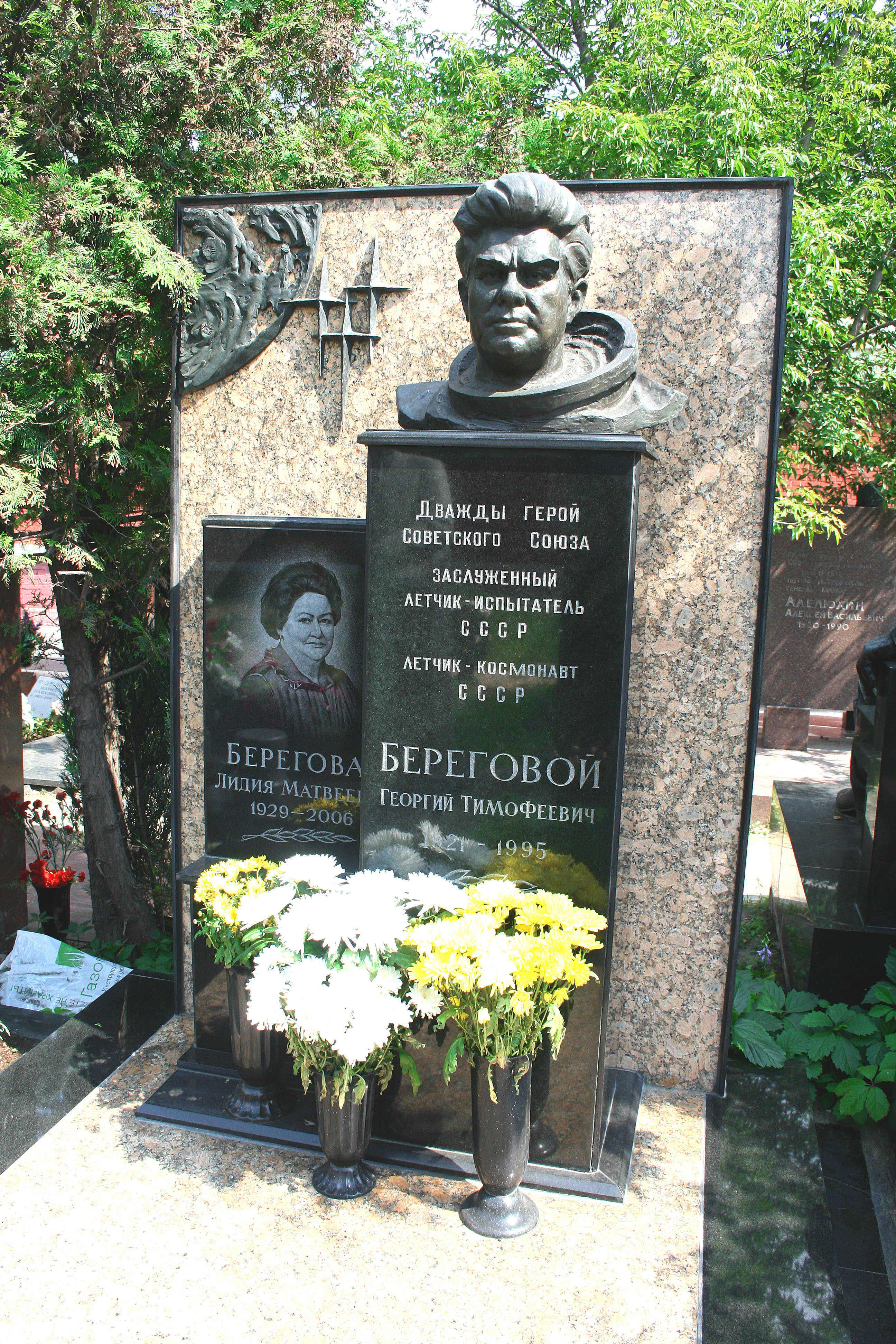
Могила Георгия Берегового на Новодевичьем кладбище в Москве (участок № 11)

Лауреат Государственной премии СССР (1981).
Скончался 30 июня 1995 года во время операции на сердце. Похоронен в Москве, на Новодевичьем кладбище.

### Прочая деятельность
- Являлся главным консультантом художественных фильмов «Москва — Кассиопея» (1973) и «Отроки во Вселенной» (1974).

## Семья
- Отец Тимофей Николаевич Береговой (1888—1950) работал телеграфистом на Юго-Восточной железной дороге.
- Мать Мария Семёновна Ситникова (Береговая) (1896—1974) преподавала в школах и высших учебных заведениях.
- Брат Михаил Тимофеевич Береговой (1918—2021), участник Великой Отечественной войны, начальник Радиотехнических войск ПВО СССР (1968—1983), генерал-лейтенант (1968).
- Брат Виктор Тимофеевич Береговой (1913—1938), преподаватель Челябинского аэроклуба, репрессирован и расстрелян, посмертно реабилитирован в 1957 году.
- Жена Лидия Матвеевна Беседовская (Береговая) (1929—2006), преподаватель средней школы и работник Щелковского городского отдела народного образования.
- Сын Виктор Георгиевич Береговой (род.1951), профессор Московского авиационного института.
- Дочь Людмила Георгиевна Береговая (Елисеева) (род.1956), художник-модельер[22].

## Воинские звания
- Сержант (06.1941)
- Лейтенант (5.05.1943).
- Старший лейтенант (10.10.1943).
- Капитан (14.05.1944).
- Майор (8.06.1945).
- Подполковник (15.10.1949).
- Полковник (2.04.1956).
- Генерал-майор авиации (30.10.1968).
- Генерал-лейтенант авиации (14.02.1977).

## Награды
- Медаль «Золотая Звезда» Героя Советского Союза № 2271 (26 октября 1944)
- Медаль «Золотая Звезда» Героя Советского Союза № 48 (1 ноября 1968)
- 2 ордена Ленина (26.10.1944, 1.11.1968)
- 2 ордена Красного Знамени (26.08.1942, 28.09.1943)
- Орден Богдана Хмельницкого III степени (16.04.1944)
- Орден Александра Невского (20.10.1943)
- 2 ордена Отечественной войны I степени (14.01.1945, 11.03.1985)
- 2 ордена Красной Звезды (30.04.1954, 22.02.1955)
- Орден «За службу Родине в Вооружённых Силах СССР» III степени (30.04.1975)
- Медаль «За боевые заслуги» (20.06.1949)
- Медаль «За победу над Германией в Великой Отечественной войне 1941—1945 гг.» (1945)
- Медаль «За взятие Будапешта» (1945)
- Медаль «За взятие Вены» (1945)
- 11 юбилейных медалей
- Герой Социалистического Труда НРБ (1970)
- Орден «Георгий Димитров» (Болгария, 1970)
- Медаль «25 лет народной власти» (Болгария)
- Медаль «100-летие падения Османского ига» (Болгария, 1979)
- Медаль «100 лет со дня рождения Георгия Димитрова» (Болгария, 1983)
- Орден Государственного Знамени (Венгрия, 1985)
- Орден Красного Знамени с бриллиантами (Венгрия, 1970)
- Золотая медаль «За боевое содружество» (Венгрия, 1980)
- Крест Грюнвальда III степени (Польша)
- Орден Тудора Владимиреску V степени (Румыния)
- Золотая медаль Выставки достижений народного хозяйства СССР — ВДНХ СССР (1969)
- Золотая медаль имени К. Э. Циолковского АН СССР
- Золотая медаль имени Ю. А. Гагарина (FAI)
- Золотая космическая медаль ФАИ (1977)
- Государственная премия СССР (1981)
- Заслуженный мастер спорта СССР (1968)

## Память

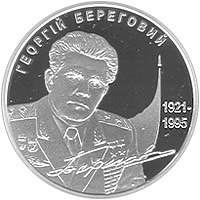
Памятная серебряная монета в 5 гривен Национального банка Украины. 2011 г.
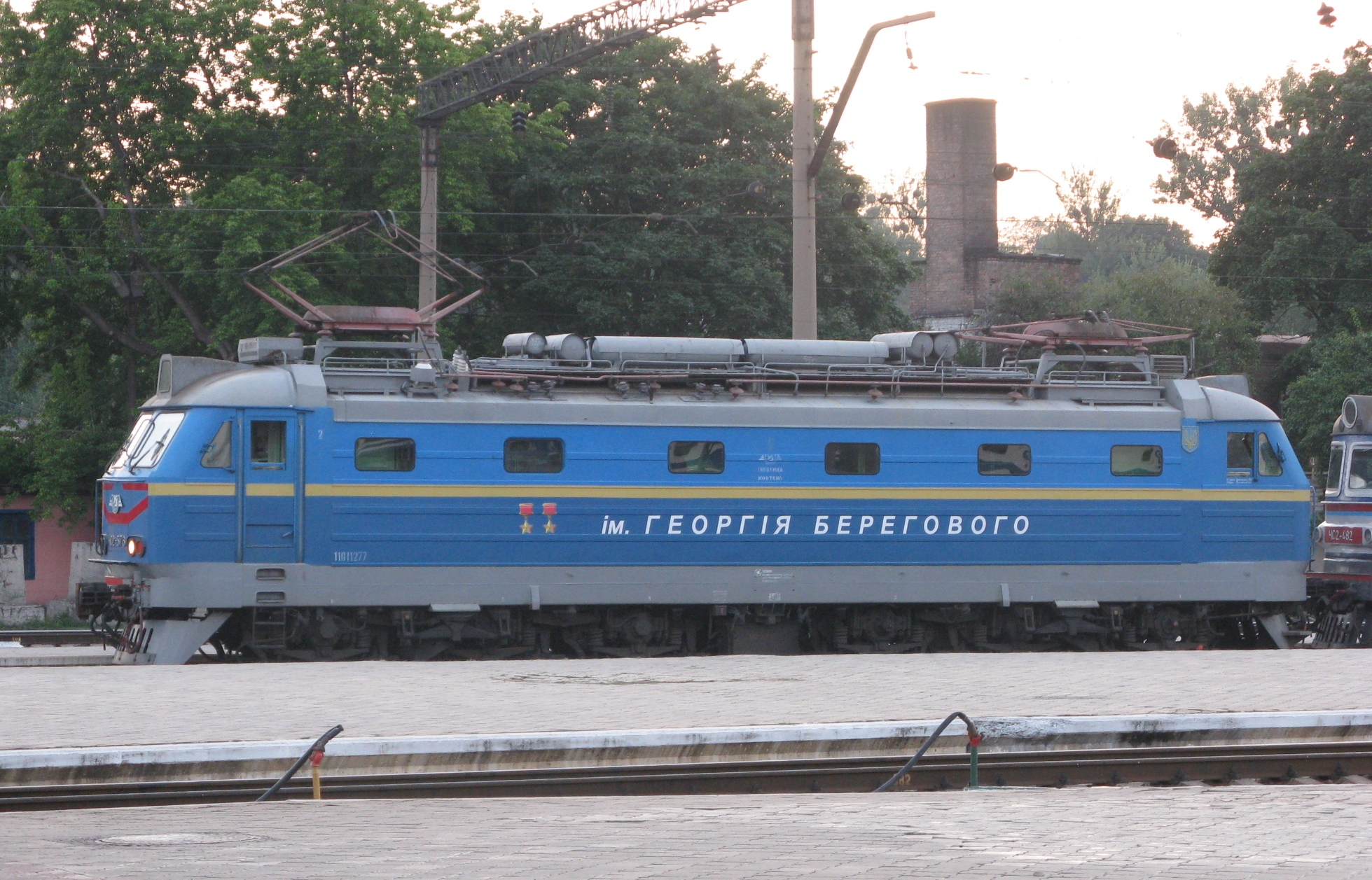
Локомотив поезда «Георгий Береговой»
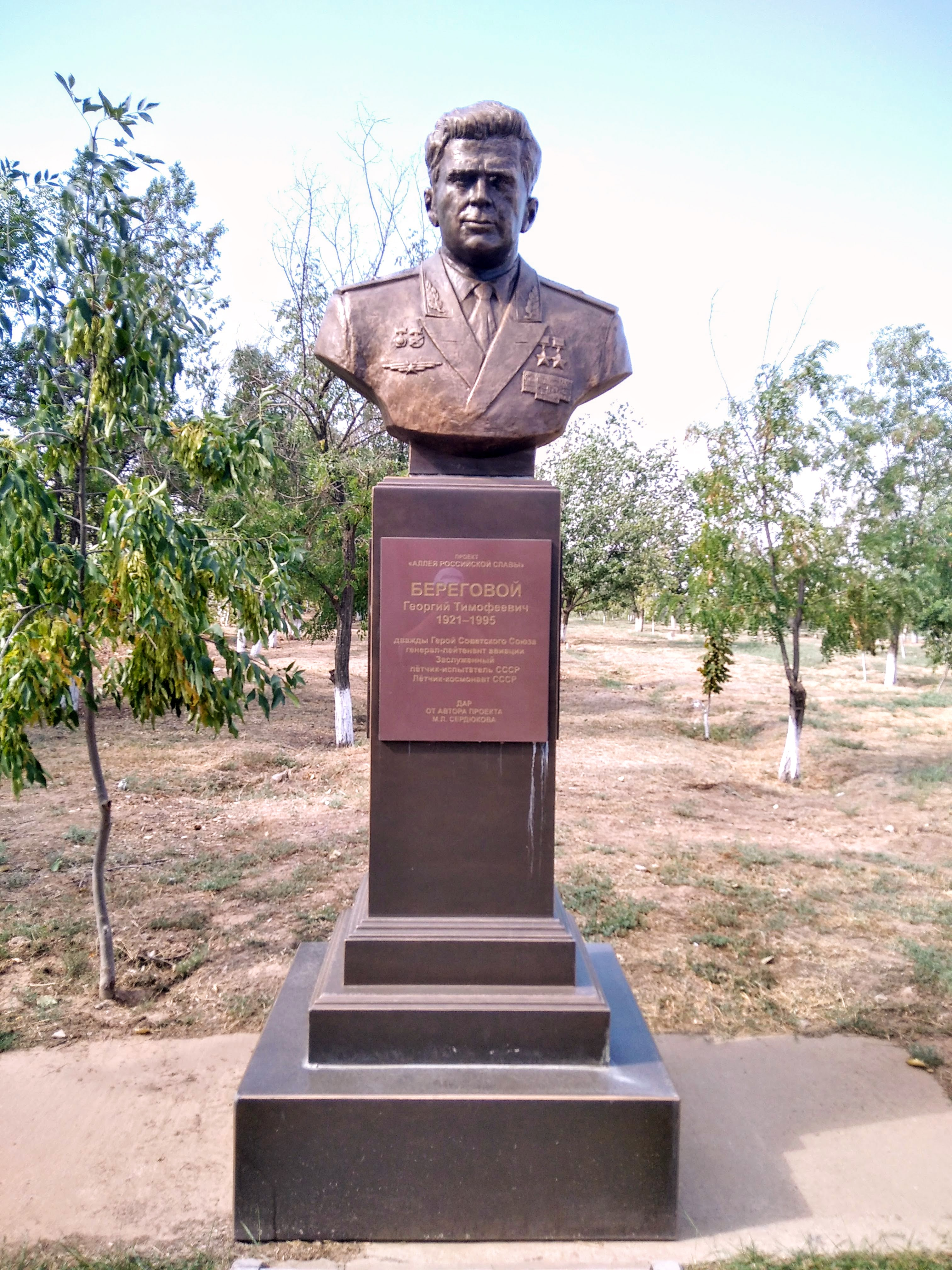
Бюст на Аллее Славы в Ахтубинске
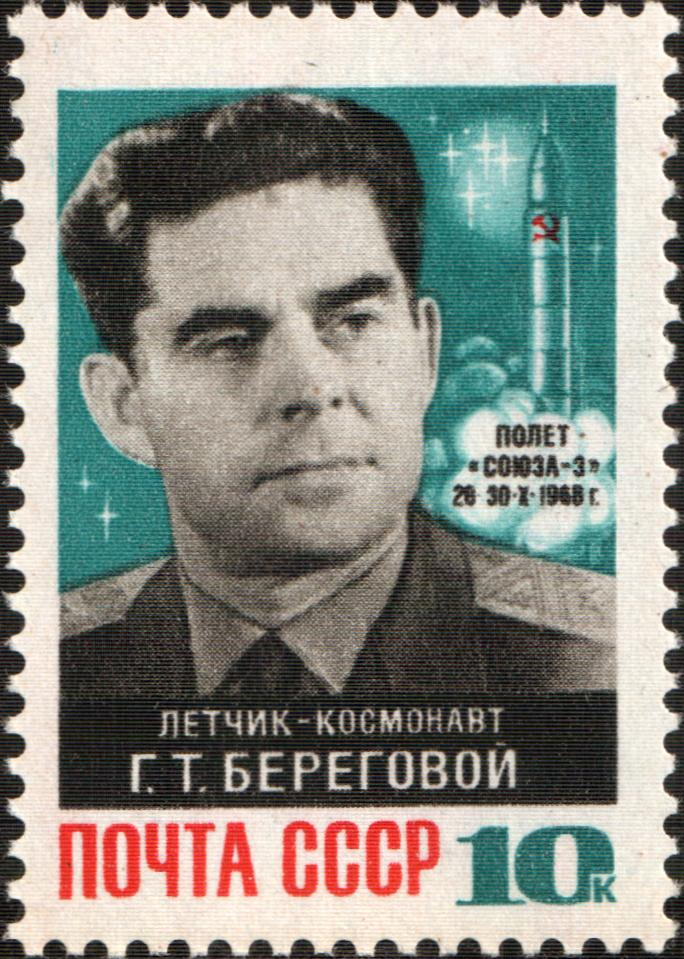
Космический полет Г.Т. Берегового на корабле «Союз-3». Почтовая марка, 1968 год.
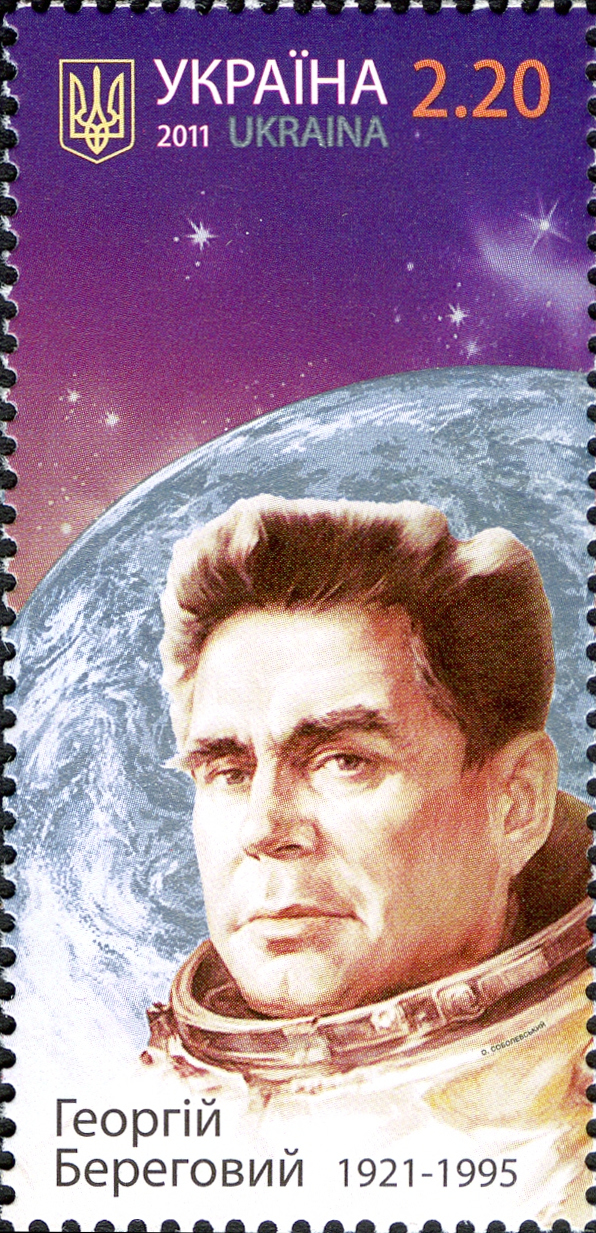
Почтовая марка Украины, 2011 год

- Почётный гражданин городов Калуга, Щёлково (Россия), Луганск, Енакиево, Винница, Конотоп (Украина), Телави (Грузия), Плевен, Сливен (Болгария).
- Бюст Г. Т. Берегового на Аллее Славы в Ахтубинске[23].
- Бронзовый бюст  Г. Т. Берегового на Аллее Воинской Славы в Парке Вечной славы города Киева торжественно открыл Премьер-министр Украины Н. Азаров 1 мая 2013 года (автор идеи создания Аллеи Воинской Славы — гвардии полковник Олег Гук)[24][25].
- В Енакиево установлен бронзовый бюст[26].
- В Енакиево установлена памятная стела почётному гражданину города.
- В Енакиево именем Берегового названы проспект, парк и сквер.
- Колокол в память о Г. Береговом — самый крупный из девяти колоколов, установленных в 2009 году на колокольне Свято-Георгиевского храма, расположенного в парке имени Берегового в Енакиево. На колоколе вырезана надпись «В память Георгия Берегового от семьи Януковичей»[27][28].
- В Енакиево есть музей космонавта Георгия Берегового (бывший краеведческий музей).
- Мемориальная доска на школе в Енакиево, где Г. Береговой учился с 1928 по 1936 гг.
- На доме в посёлке Чкаловский (Щёлково), в котором жил Герой, установлена мемориальная доска[29].
- Мемориальная доска со скульптурными портретами открыта 9 мая 2015 года на доме № 2 в Звёздном городке в память трёх лётчиков — участников Великой Отечественной войны: Г. Т. Берегового, Н. Ф. Кузнецова и П. И. Беляева (скульптор Андрей Следков)[30].
- В городе Алма-Ата (Казахстан) в честь Берегового названа улица.
- В городе Шахтёрске (Донецкая область) существует улица Берегового.
- Донецкому планетарию в 2011 году было присвоено имя Георгия Берегового.
- 8 апреля 2011 г. Национальный банк Украины выпустил серебряную монету номиналом 5 гривен, посвящённую Георгию Береговому[31].
- 15 апреля 2011 г. Южная железная дорога с Карловского железнодорожного вокзала торжественно запустила новый поезд № 92/91 сообщением «Полтава — Москва» под названием «Георгий Береговой»[32].
- В 2012 году имя Г. Т. Берегового присвоено Донецкому лицею с усиленной военно-физической подготовкой[33] и учебно-воспитательному комплексу школе-лицею «Открытый космический лицей» Симферопольского городского совета Республики Крым[34].
- В Донецке именем Г. Т. Берегового назван Донецкий военный лицей-интернат
- В городе Луганск именем Г. Т. Берегового названа СООШ № 29.
- В Шахтерске появился граффити, который открыли Юнармейцы.
- Является прототипом космонавта генерала Крутогорова из романа А. Казанцева «Фаэты» (1974).

Крутогоров был старейшим из космонавтов. Он прославился ещё во время Великой Отечественной войны, свершая на своём истребителе невероятные подвиги. После победы он продолжал летать, испытывая новые самолёты, помогая конструкторам создавать самые смелые конструкции, которые он и перегружал выше всякого предела в воздухе. Уже будучи Героем Советского Союза, он стал космонавтом.
— «Фаэты», ч. II, гл. 1
- Предположительно послужил прототипом заглавного героя «Песни лётчика-испытателя» Владимира Высоцкого[36].